# Titiana, Mureș
Titiana (în maghiară Titiána) este o localitate componentă a orașului Sărmașu din județul Mureș, Transilvania, România.

## Date generale
Titiana este un sat-cătun al Sărmașului, aflat pe valea Ciciana Mare, în stânga Pârâului de Câmpie. La prima atestare, în 1956, avea 156 locuitori. În prezent, conform recensământului din anul 2002 este compus din 14 gospodării și un număr de 39 locuitori.